# Bathyanthias mexicanus
Bathyanthias mexicanus là một loài cá biển thuộc chi Bathyanthias trong họ Cá mú. Loài này được mô tả lần đầu tiên vào năm 1958.

## Phân bố và môi trường sống
B. mexicanus có phạm vi phân bố ở Tây Đại Tây Dương. Loài cá này được tìm thấy dọc theo vùng rìa lục địa ở phía tây của vịnh Mexico, từ ngoài khơi bang Texas (Hoa Kỳ) đến mũi đông bắc của bán đảo Yucatan (Mexico). B. mexicanus sống ở vùng nước tương đối sâu, độ sâu khoảng từ 88 đến 274 m.

## Mô tả
Chiều dài cơ thể tối đa được ghi nhận ở B. mexicanus là 15 cm. Đầu và thân màu đỏ nhạt; vùng ngực màu xám bạc. Dải hẹp màu vàng từ đỉnh môi trên băng qua má, và một dải tương tự ở sau mắt cùng kéo dài đến nắp mang. Vây lưng và đuôi có màu vàng. Vây hậu môn màu vàng nhạt hoặc hơi đỏ. Vây lưng và vây hậu môn có dải màu vàng ở rìa. Vây ngực và vây bụng sẫm màu.
Số gai ở vây lưng: 8; Số tia vây mềm ở vây lưng: 14 - 15; Số gai ở vây hậu môn: 3; Số tia vây mềm ở vây hậu môn: 8; Số gai ở vây bụng: 1; Số tia vây mềm ở vây bụng: 5; Số tia vây mềm ở vây ngực: 14 - 16.